# La Guajira
|  | Per a altres significats, vegeu Guajira. |

Guajira és el departament més septentrional de Colòmbia, a 1.121 kilòmetres al nord de Bogotà i 220 kilòmetres al nord-oest de Barranquilla. Banyat pel Carib i fronterer amb Veneçuela el seu territori està dividit administrativament en 15 municipis: Riohacha, Albania, Barrancas, Dibulla, Distracción, El Molino, Fonseca, Hatonuevo, La Jagua del Pilar, Maicao, Manaure, San Juan del Cesar, Uribia, Urumita, Villanueva i Tairolandia. El castellà és la llengua oficial de la República de Colòmbia, però al Departament de la Guajira la llengua wayú té força rellevància i és molt usada pels amerindis del departament. També hi és present una minoria àrab a la ciutat de Maicao.